# Gowdikere, Hunsur
Gowdikere là một làng thuộc tehsil Hunsur, huyện Mysore, bang Karnataka, Ấn Độ.